# Phares de Whitby East Pier
Les phares de Whitby East Pier (ou phares du quai est de Whitby) sont deux phare situés au bout de la jetée est du port de Whitby, dans le comté du Yorkshire du Nord en Angleterre. Celui de 1855 est inactif et a été remplacé par celui de 1914. Il ne faut pas les confondre avec le phare de Whitby situé au sud-est du port.
Ce phare est géré par l'autorité portuaire de Whitby.
Le phare ancien est protégé en tant que monument classé du Royaume-Uni de Grade II.

## Histoire
Le port de Whitby a d'abord été doté de deux phares, maintenant monuments classés de grade II, établis sur chacun des deux quais. Après l'extension des deux jetées, deux nouvelles lumières ont été établies en avant des deux anciens.
Sur l'extension de la jetée ouest se trouve une corne de brume qui émet un son toutes les 30 secondes durant les périodes de brouillard.

### Le phare est ancien

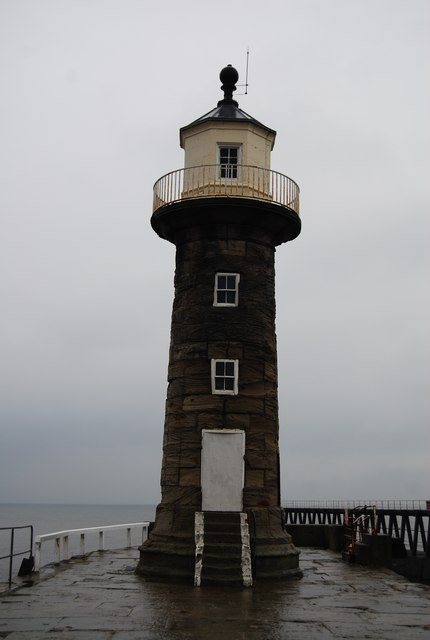
East Pier Lighthouse

Le phare est, construit en 1855, mesure 25,5 m de haut. C'est une tour cylindrique en pierre cannelée avec une lanterne sur une galerie carrée rambardée. La tour est non peinte, la lanterne est blanche avec un dôme noir. Il émettait une lumière rouge pour marquer l'interdiction aux navires d'entrer dans le port.
Il est inactif depuis environ 1914. Il est accessible en marchant sur la jetée, mais ne se visite.
Identifiant : ARLHS : ENG-163

### Le phare est nouveau

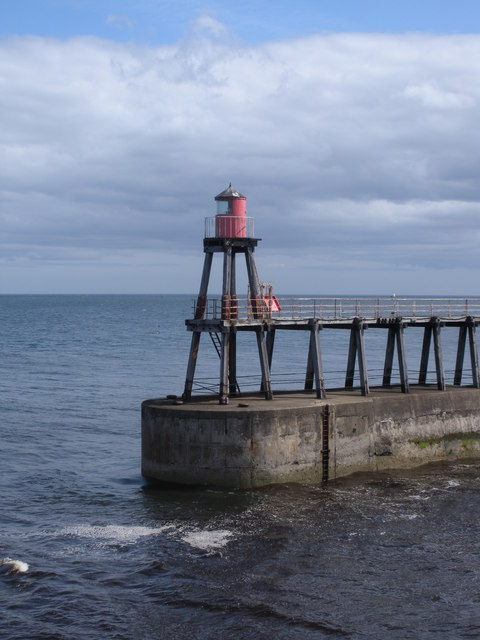
East Pier Light

Les jetées du port de Whitby ont été étendues en 1914 et le feu actif du premier phare de la jetée est a été déplacé sur une tourelle construite sur l'extension. Celle-ci est une tour carrée en bois, avec lanterne, de 7 m de haut, peinte en rouge. Les jambes en bois ne sont pas peintes. Le feu émet une lumière verte continue. Le site est ouvert et la tourelle est fermée.
Identifiant : ARLHS : ENG-163 - Amirauté : A2598 - NGA : 1988 .

### Liens connexes
- Liste des phares en Angleterre
- Phare de Whitby
- Phares de Whitby West Pier